# New Girl
New Girl est une série télévisée américaine en 146 épisodes de 22 minutes créée par Elizabeth Meriwether (en), diffusée en simultané du 20 septembre 2011 au 15 mai 2018 sur le réseau Fox aux États-Unis et sur Citytv au Canada.
En France, les trois premières saisons ont été diffusées entre le 19 novembre 2012 et le 4 novembre 2014 sur TF6. La diffusion s'est ensuite poursuivie jusqu'à la cinquième saison entre le 21 février 2014 et le 2 septembre 2016 sur M6 avant de se conclure le 12 juin 2019 avec la mise en ligne des deux dernières saisons sur le service 6play.
En Belgique, elle est diffusée depuis le 29 janvier 2013 sur Plug RTL, en Suisse, depuis le 7 mai 2013 sur RTS Deux et au Québec, depuis le 28 août 2014 sur Vrak.

## Synopsis
Après une rupture, Jessica Day, dite « Jess », a besoin d'un nouvel appartement. Une recherche en ligne la mène à une colocation avec trois hommes seuls de Los Angeles qu'elle n'avait jamais rencontrés auparavant. Jess emménage avec eux et avec l’aide de ses nouveaux colocataires, elle se remet de sa rupture.
Ses trois nouveaux colocataires sont Nick, un barman qui n'a pas fini son master de droit, Schmidt, un employé de bureau très dragueur et Coach, un ancien joueur de basket intensément compétitif qui veut toujours gagner. Toutefois, Coach part et Winston vient vivre avec Nick et Schmidt dans l'appartement. Jess peut aussi compter sur le soutien de sa meilleure amie, la mannequin Cecilia « Cece » Parekh.

## Distribution

### Acteurs principaux
- Zooey Deschanel (VF : Barbara Beretta) : Jessica Day, dite Jess
- Jake Johnson (VF : Nicolas Beaucaire) : Nicholas Miller dit Nick
- Max Greenfield (VF : Sébastien Desjours) : Winston Schmidt
- Lamorne Morris (VF : Raphaël Cohen) : Winston Bishop
- Hannah Simone (VF : Fily Keita) : Cecilia Parekh dite Cece
- Damon Wayans Jr. (VF : Julien Chatelet) : Ernie Tagliaboo dit Coach (principal épisode pilote et saison 4, récurrent saison 3, invité saisons 5 à 7)
- Megan Fox (VF : Caroline Anglade) : Reagan (principale saisons 5 et 6)
- Danielle Rockoff et Rhiannon Rockoff : Ruth Bader Parekh-Schmidt (principale saison 7)

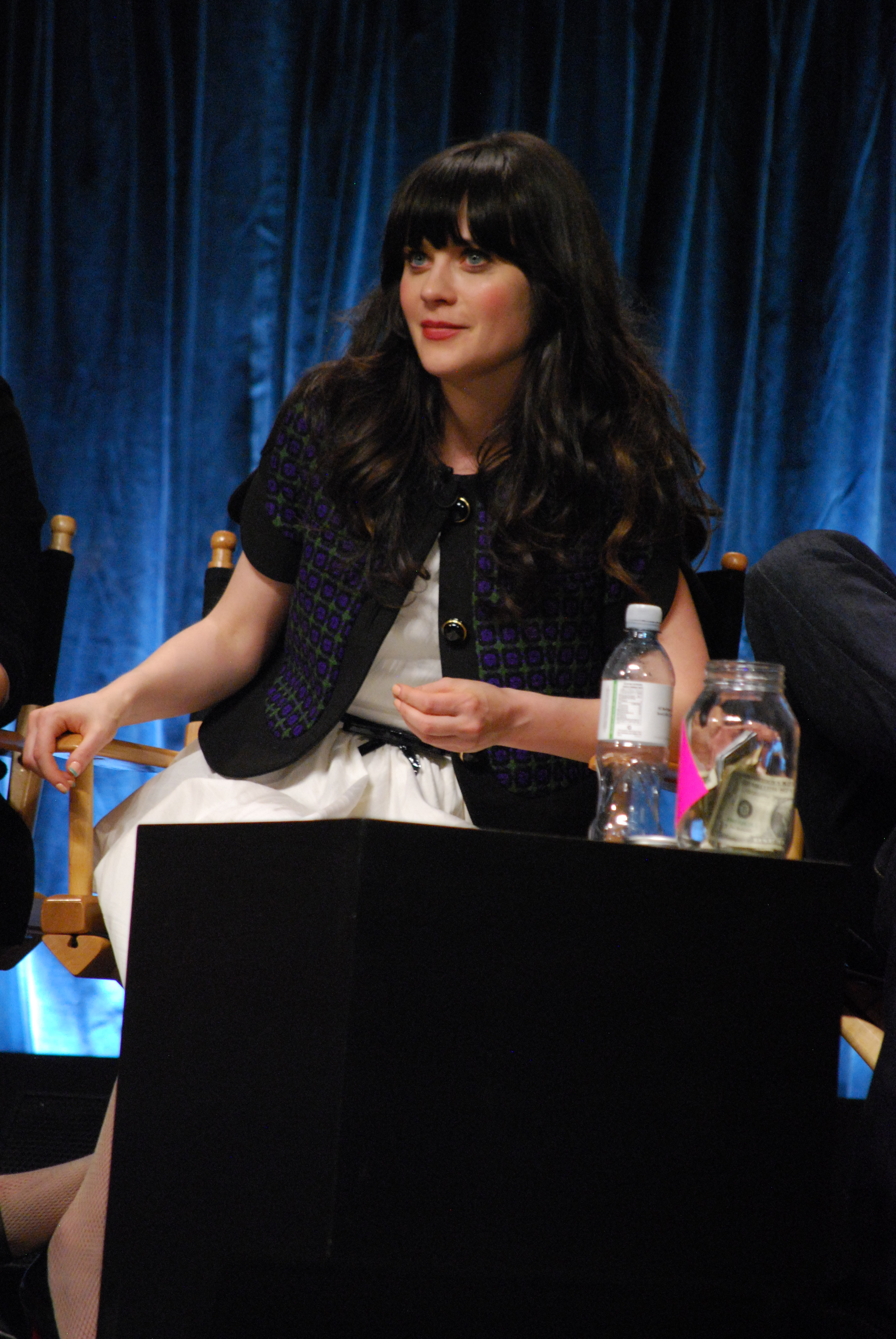
Zooey Deschanel interprète Jessica Day.
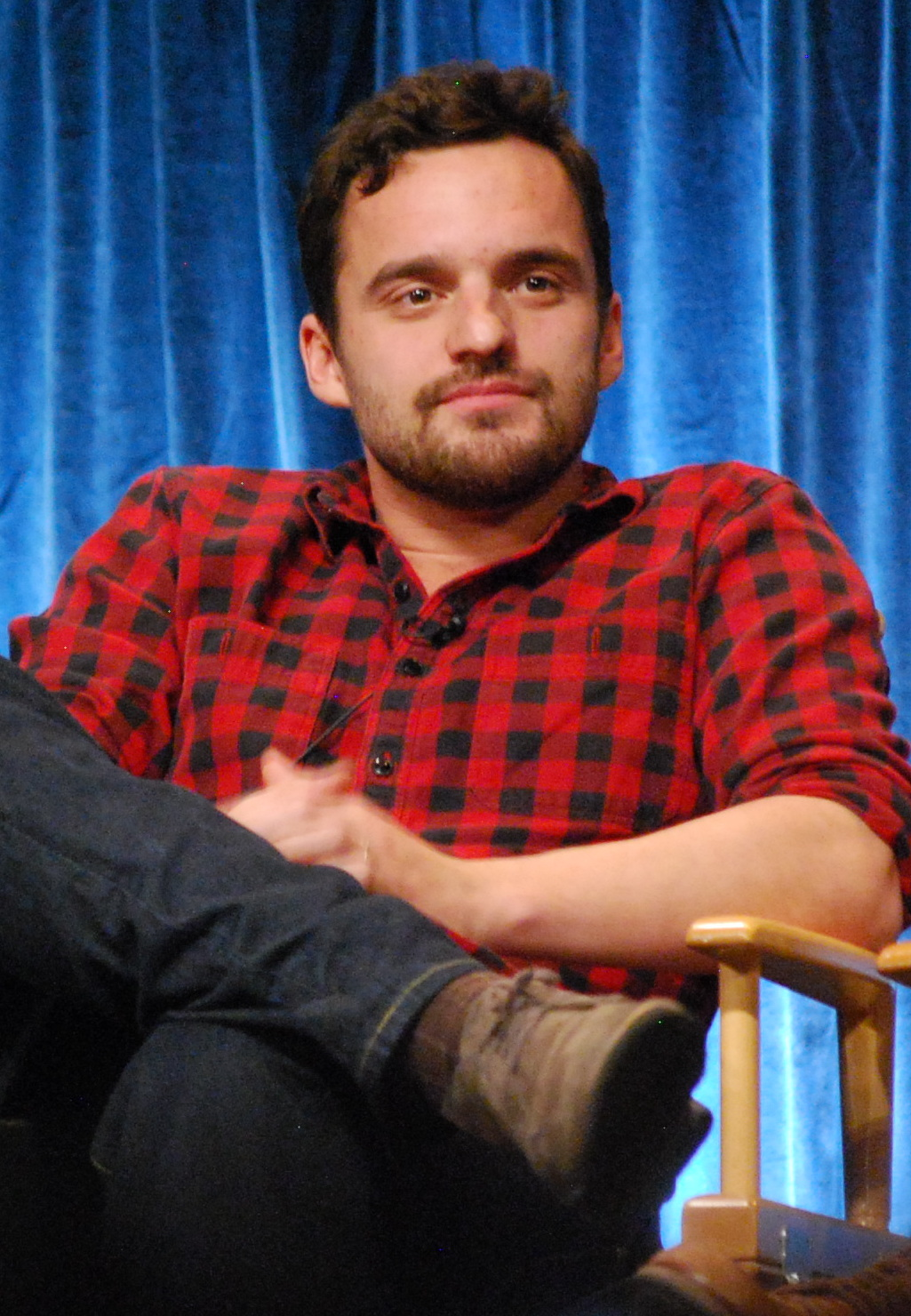
Jake Johnson interprète Nick Miller.
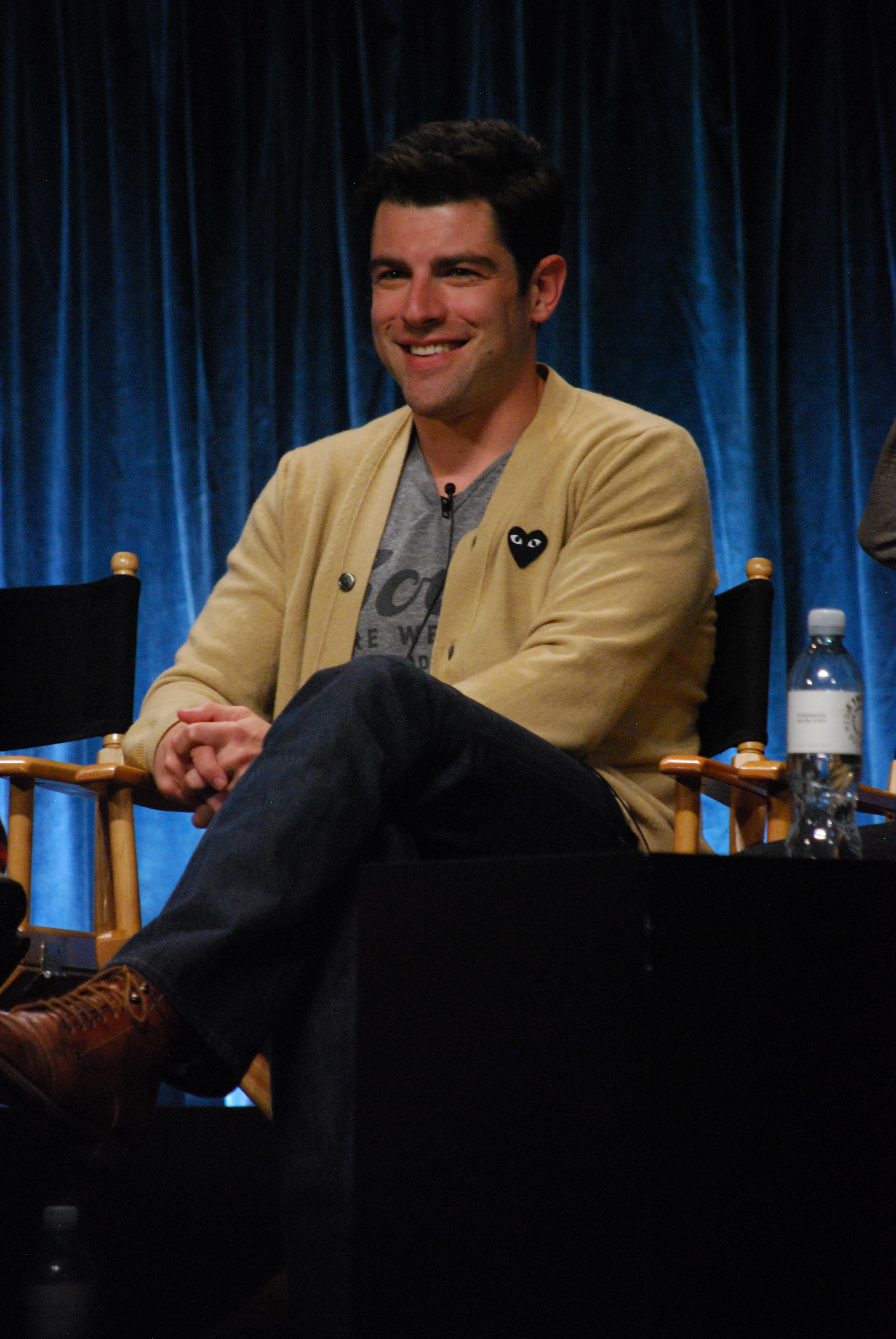
Max Greenfield interprète Schmidt.
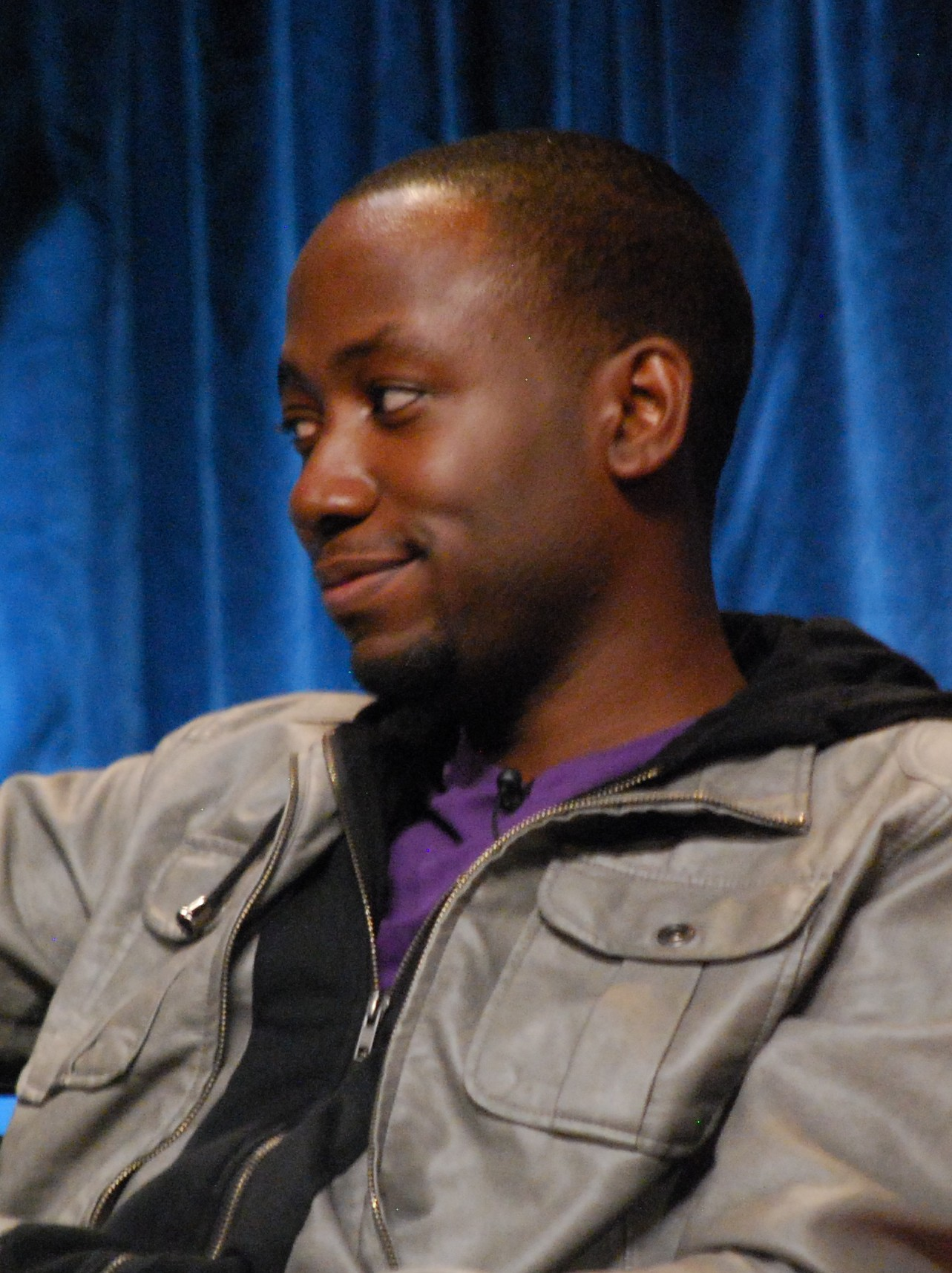
Lamorne Morris interprète Winston Bishop.
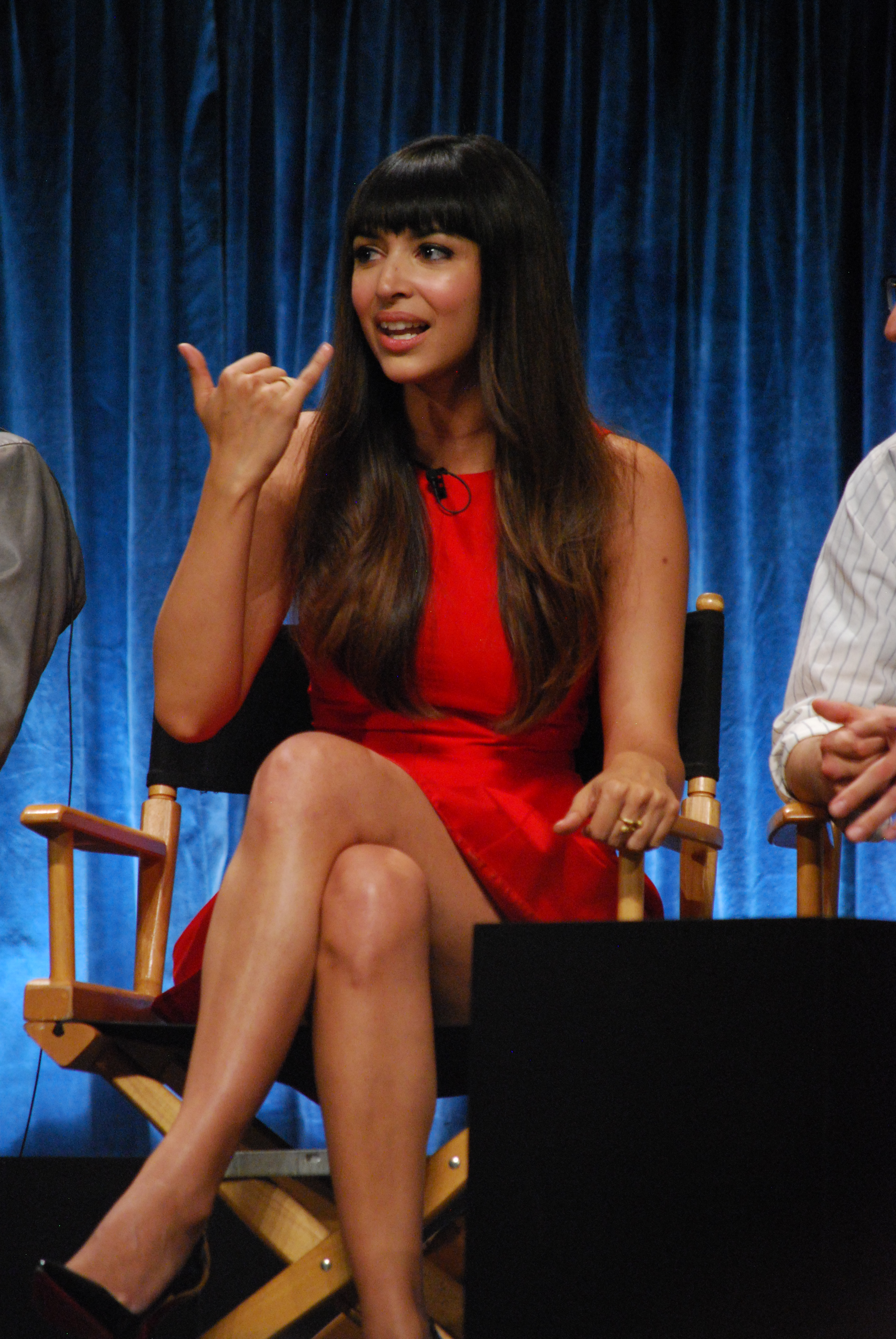
Hannah Simone interprète Cece Parekh.
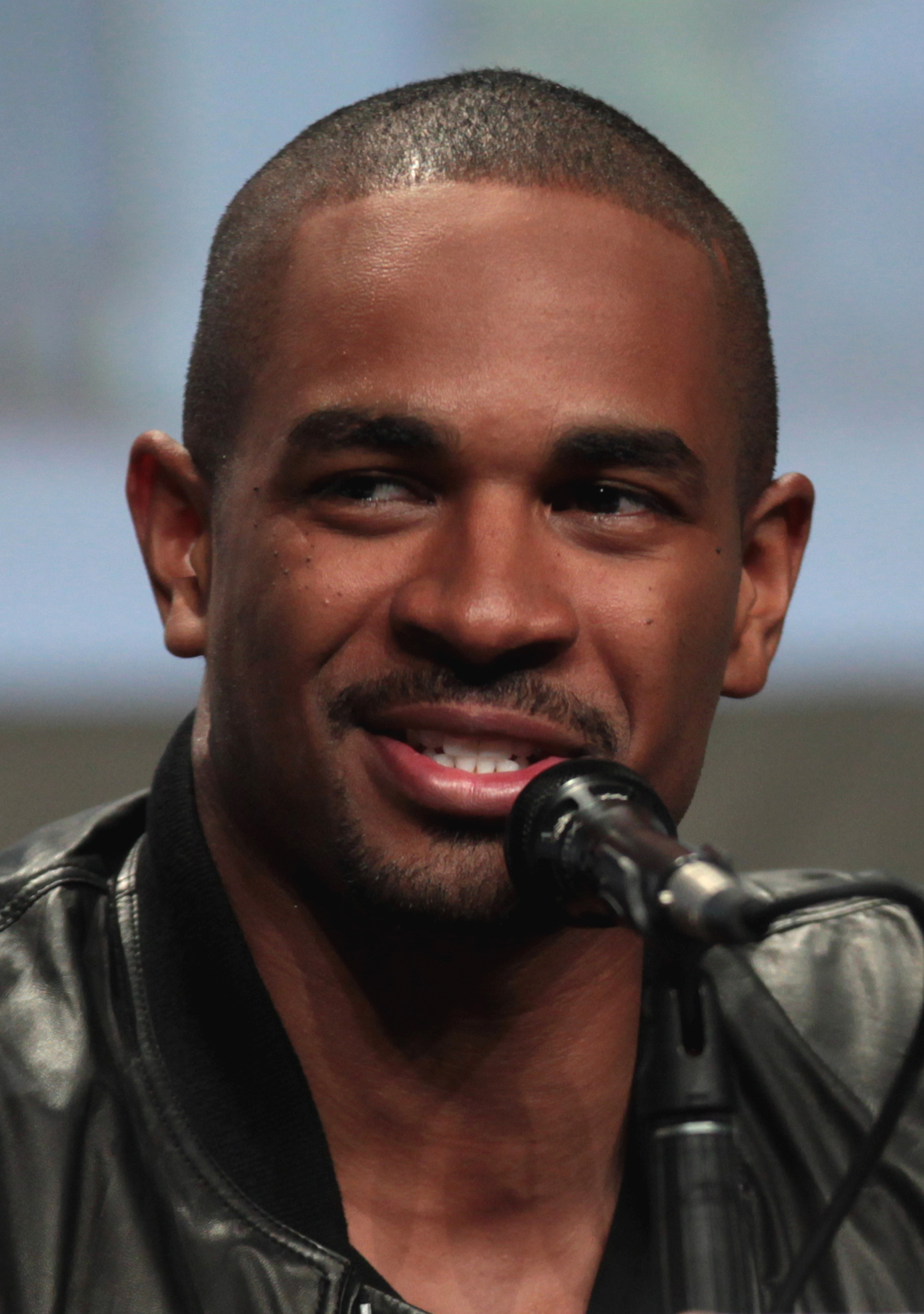
Damon Wayans Jr. interprète Coach.

### Acteurs récurrents
- Justin Long (VF : Taric Mehani) : Paul Genzlinger (récurrent saison 1, invité saison 4)
- Lizzy Caplan (VF : Hélène Bizot) : Julia (saison 1)
- June Diane Raphael (VF : Olivia Dutron) : Sadie (saisons 1 et 2)
- Kali Hawk (en) (VF : Élodie Ben) : Shelby (saison 1)
- Gillian Vigman (VF : Marie Zidi) : Kim (saison 1, invitée saison 5)
- Michaela Watkins (VF : Marie-Madeleine Burguet-Le Doze) : Gina (saison 1)
- Mary Elizabeth Ellis (VF : Flora Kaprielian) : Caroline (saison 1)
- Phil Hendrie (VF : Sylvain Lemarié) : Joe Napoli (saison 1)
- Dermot Mulroney (VF : Renaud Marx) : Russell (récurrent saison 1, invité saison 2)
- Rachael Harris (VF : Gwenaëlle Jegou) : Tanya Lamontagne (récurrente saison 1, invitée saison 2)
- Jeff Kober (VF : Bernard Métraux) : Remy (récurrent saison 1, invité saison 2)
- Josh Gad (VF : Franck Sportis) : Bearclaw (invité récurrent à chaque saison)
- Nelson Franklin (en) (VF : Jérôme Frossard) : Robby (saisons 2 et 5)
- David Walton (VF : Franck Monsigny) : Sam (saisons 2 et 5)
- Carla Gugino (VF : Marjorie Frantz) : Emma (saison 2)
- Olivia Munn (VF : Olivia Nicosia) : Angie (saison 2)
- Satya Bhabha (en) (VF : Cédric Barbereau) : Shivrang (saison 2)
- Rob Reiner (VF : Richard Leblond) : Bob Day (depuis la saison 2)
- Jamie Lee Curtis (VF : Véronique Augereau) : Joan Day (depuis la saison 2)
- Merritt Wever (VF : Catherine Desplaces) : Elizabeth (saisons 2 et 3)
- Curtis Armstrong (VF : Michel Mella) : le principal Foster (depuis la saison 2)
- Linda Cardellini (VF : Pascale Chemin) : Abby Day (saison 3)
- Angela Kinsey (VF : Josy Bernard) : Rose (saison 3)
- Jessica Chaffin (en) (VF : Isabelle Miller) : Bertie (saison 3)
- Brian Posehn (VF : Régis Ivanov) : Bert, le professeur de biologie (depuis la saison 3)
- Ben Falcone (VF : Cyrille Artaux) : Mike (saisons 3 et 4)
- Steve Agee (VF : Martin Brieuc) : Outside Dave (invité récurrent à chaque saison)
- Julian Morris (VF : Matthias Casartelli) : Ryan, le nouveau professeur (saison 4)
- Zoe Lister-Jones (VF : Alexia Lunel) : Fawn Moscato (saison 4)
- Greta Lee (VF : Céline Rotard) : Kai (saison 4)
- Meaghan Rath (VF : Pamela Ravassard) : May (récurrente saison 4, invitée saison 5)
- Nasim Pedrad (VF : Patricia Marmoras) : Aly Nelson (invitée saison 4, récurrente depuis la saison 5)

### Invités
Note : Ici ne se liste que les personnalités ou acteurs ayant une certaine notoriété.
- Natasha Lyonne : Gretchen (saison 1, épisode 3)
- Katie Cassidy (VF : Virginie Kartner) : Brooke (saison 1, épisode 3)
- Stephen Amell : Kyle (saison 1, épisodes 9 et 13)
- Ryan Kwanten (VF : Axel Kiener) : Oliver (saison 1, épisode 13)
- Kareem Abdul-Jabbar : lui-même (saison 1, épisode 20)
- Parker Posey : Casey (saison 2, épisode 1)
- Dennis Farina (VF : Jean Barney) : Walt Miller, père de Nick (saison 2, épisodes 13 et 23)
- Brenda Song : Daisy (saison 2, épisodes 15, 17 et 23 / saison 3, épisode 2)
- Dylan O'Brien (VF : Benjamin Bollen) : le jeune homme (saison 2, épisode 23)
- Taylor Swift : Elaine (saison 2, épisode 25)
- Riki Lindhome : Maîtresse de Fatty (saison 3, épisode 4)
- Prince (VF : Sylvain Agaësse) : lui-même (saison 3, épisode 14)
- Tiffany Haddish : Leslie (saison 3, épisode 15)
- Alexandra Daddario (VF : Caroline Victoria) : Michelle (saison 3, épisode 20 et saison 4, épisode 7)
- Jessica Biel (VF : Marie Zidi) : Kat (saison 4, épisode 1)
- Kaitlin Olson : Ashley (saison 4, épisodes 3 et 16)
- Fiona Gubelmann : Val (saison 4, épisode 19)
- Kiersey Clemons : K.C. (saison 4, épisode 20)
- Clea DuVall (VF : Carole Franck) : Camilla (saison 5, épisode 7)
- Lucy Punch : Jenaveve (saison 5, épisode 13)
- Sonequa Martin-Green (VF : Géraldine Asselin) : Rhonda (saison 5, épisode 15 et saison 6, épisode 17)
- Kal Penn (VF : Serge Faliu) : Tripp (saison 5, épisodes 16 et 18)
- Andy Samberg (VF : Emmanuel Garijo) : Jake Peralta (saison 6, épisode 4 - crossover avec Brooklyn Nine-Nine)
- Joe Lo Truglio (VF : Marc Perez) : Charles Boyle (saison 6, épisode 4 - cross-over avec Brooklyn Nine-Nine)
- Chelsea Peretti (VF : Patricia Piazza) : Gina Linetti (saison 6, épisode 4 - cross-over avec Brooklyn Nine-Nine)
- Andre Braugher (VF : Thierry Desroses) : le capitaine Ray Holt (saison 6, épisode 4 - cross-over avec Brooklyn Nine-Nine)
- Gordon Ramsay (VF : Guillaume Orsat) : lui-même (saison 6, épisode 16)
Version française
  - Société de doublage : Libra Films[13],[14]
  - Direction artistique : Martin Brieuc[14]
  - Adaptation des dialogues : Sabrina Boyer, Laurence Duseyau, Tim Stevens et Catherine Zitouni[14]

 Source et légende : version française (VF) sur RS Doublage et Doublage Séries Database

## Production

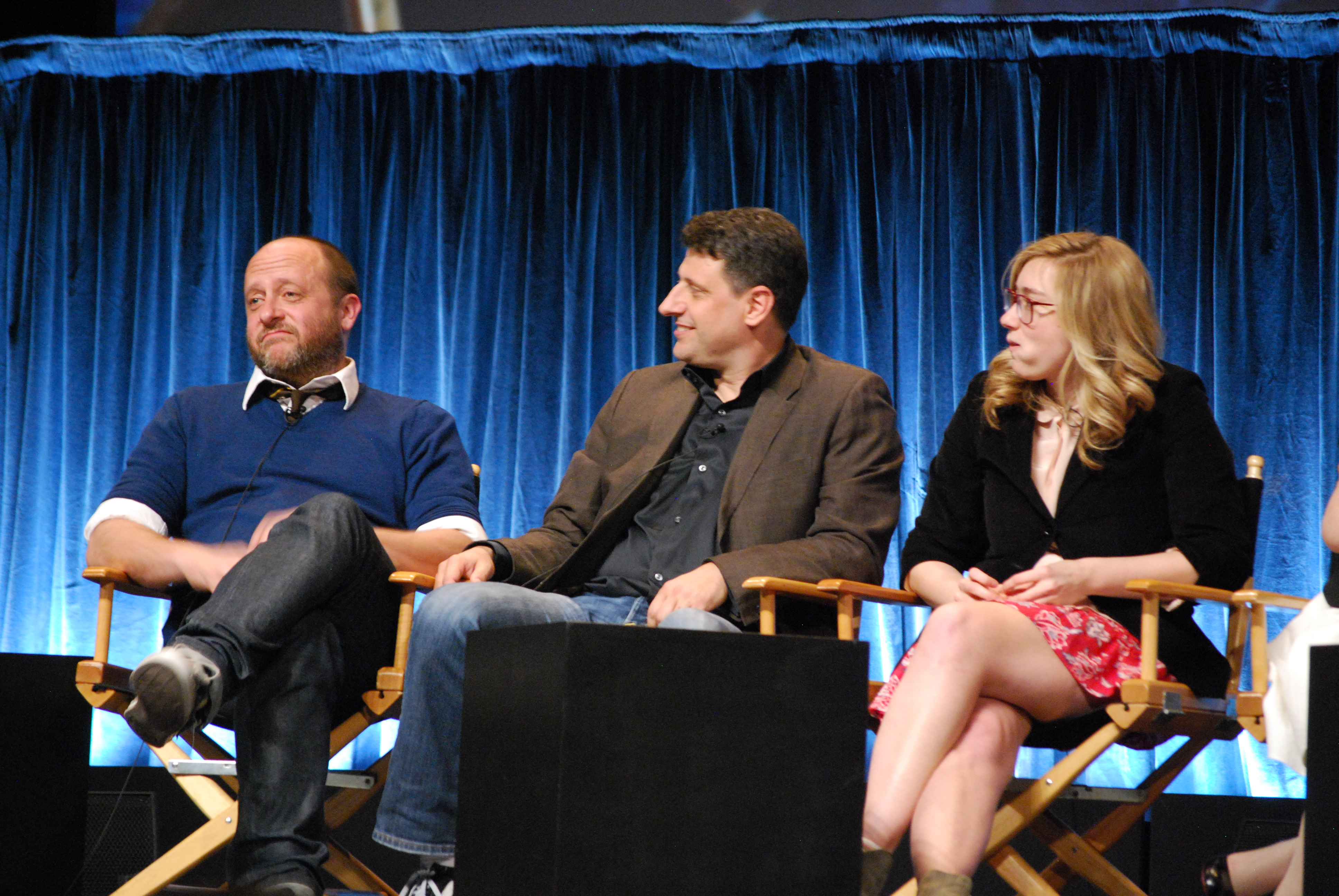
Les scénaristes et showrunners : Dave Finkel, Brett Baer et, également créatrice.

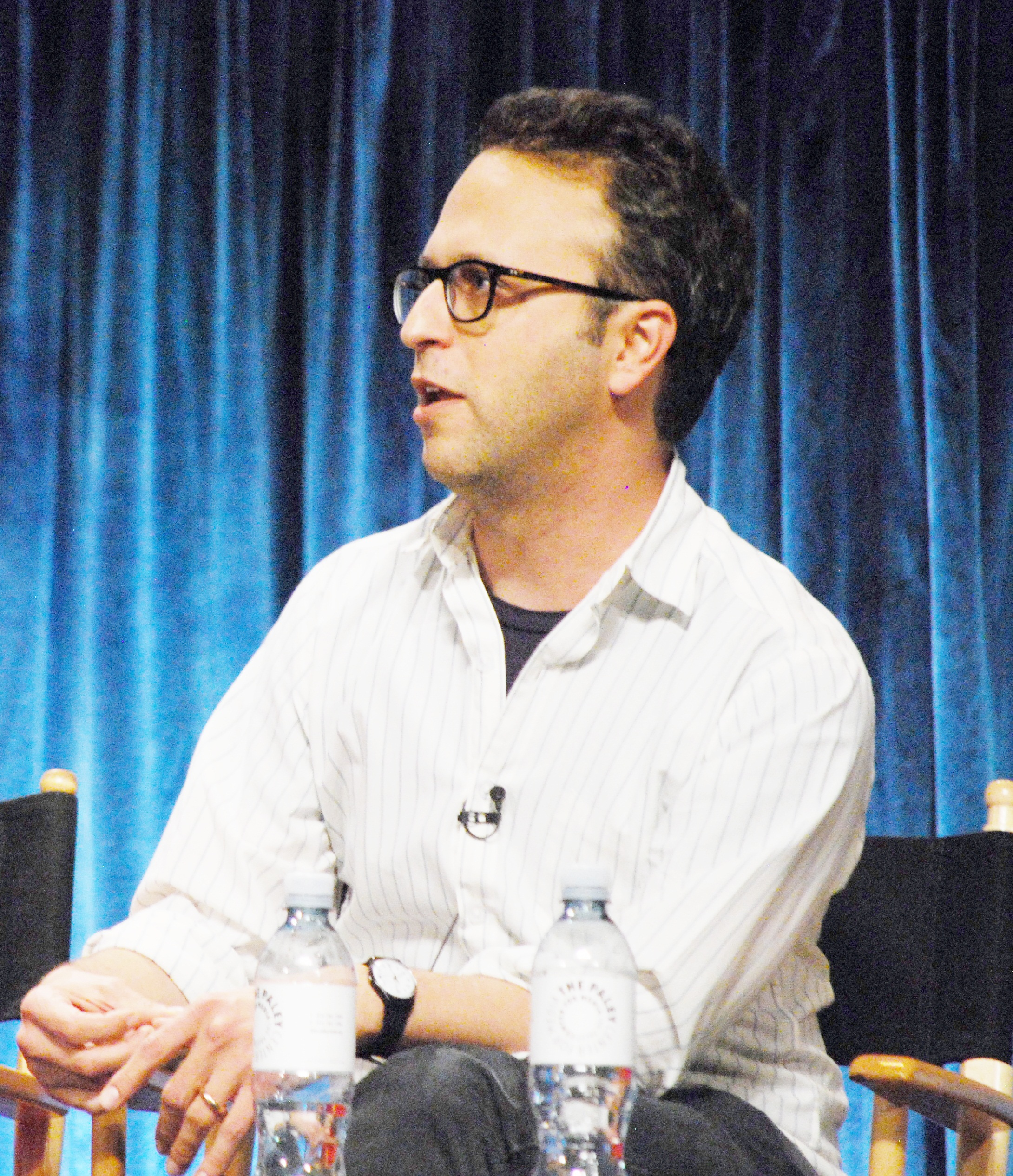
Jake Kasdan, réalisateur et producteur exécutif de la série.

### Développement
Lors de la création du projet, la série se nommait initialement Chicks and Dicks mais elle a été renommée, le titre étant jugé trop provocant (dick est un mot très familier en anglais qui veut dire pénis).
La série a été créée, produite et scénarisée par Elizabeth Meriwether (en) pour Chernin Entertainment et Fox Television Studios,.
Le 2 mars 2012, la Fox a commandé onze épisodes supplémentaires portant le nombre d'épisode de la première saison à vingt-quatre.
Le 9 avril 2012, la série a été renouvelée pour une deuxième saison de vingt-cinq épisodes.
Le 4 mars 2013, la série a été renouvelée pour une troisième saison de vingt-trois épisodes.
Le 7 mars 2014, la série a été renouvelée pour une quatrième saison de vingt-deux épisodes.
Le 31 mars 2015, la série a été renouvelée pour une cinquième saison de vingt-deux épisodes et fêtera également son 100e épisode. Avant même le renouvellement de la cinquième saison, l'équipe de production a commencé à travailler sur cette saison afin de ne pas intégrer la grossesse de Zooey à l'écran. Ainsi, la diffusion de la cinquième saison a été repoussée au mois de janvier 2016.
Le 12 avril 2016, la série a été renouvelée pour une sixième saison.
Le 8 août 2016, lors des Television Critics Association Summer Tour 2016, la Fox a annoncé que la saison contiendrait un épisode crossover avec la série télévisée Brooklyn Nine-Nine, d'une heure environ (avec les publicités), diffusé le 11 octobre 2016. Seule, Zooey Deschanel apparaîtra dans Brooklyn Nine-Nine, tandis qu'Andy Samberg, Andre Braugher, Joe Lo Truglio et Chelsea Peretti apparaîtront dans New Girl.
Le 14 mai 2017, la série a été renouvelée pour une septième et dernière saison de huit épisodes.

### Casting
Les rôles ont été attribués dans cet ordre : Zooey Deschanel, Max Greenfield et Jake Johnson, Hannah Simone et Damon Wayans Jr..
Initialement prévu pour incarner l'un des colocataires et ayant pris part au tournage du pilote, Damon Wayans Jr. n'a pas pu poursuivre la série puisque la série Happy Endings à laquelle il prend part a été renouvelée et ne peut donc pas rester au casting de New Girl. Son personnage part donc à l'issue du pilote et un nouveau colocataire arrive en remplacement, Winston (Lamorne Morris). Il reprend son rôle à partir du 7e épisode de la troisième saison pour initialement quatre épisodes puis reste finalement pour le reste de la saison.
En février 2015, Damon Wayans Jr. a annoncé son départ de la série à la fin de la saison.
Entre mars et septembre 2015, le casting de la cinquième saison s'est organisé ainsi : Taran Killam (en) (Fred), Henry Winkler et Julie Hagerty (ses parents), John Cho, Anna George (Priyanka Parikh, mère de Cece), Fred Armisen, Stephen Rannazzisi (en), Ally Maki (nouveaux colocataires potentiels ont obtenu un rôle d'invité le temps d'un ou deux épisodes et Megan Fox, le rôle récurrent de Reagan.

### Tournage
La série est tournée à Los Angeles, en Californie, aux États-Unis.

### Fiche technique
- Titre original, français et québécois : New Girl
- Création : Elizabeth Meriwether (en)
- Réalisation : Trent O'Donnell (en), Jake Kasdan, Fred Goss (en), Max Winkler, Jesse Peretz, Lynn Shelton, Peyton Reed, Tristram Shapeero (en), Russ T. Alsobrook, Lorene Scafaria, Jay Chandrasekhar, Bill Purple, Jason Winer (en), Eric Appel et Erin O'Malley
- Scénario : Elizabeth Meriwether, Rebecca Addelman (en), Kim Rosenstock, Berkley Johnson, Christian Magalhaes, Robert Snow, Sophia Lear, Josh Malmuth, Noah Garfinkel, Camilla Blackett, Nick Adams, Luvh Rakhe, J. J. Philbin (en) et Rob Rosell
- Direction artistique : Michael Whetstone et Jonathan Bell
- Décors : Jane Shirkes, Allison Hanley et Adrianna Lopez
- Costumes : Debra McGuire
- Photographie : Ruus T. Alsobrook et Casey Hotchkiss
- Montage : Steve Welch, Brian Merken, Hugh Ross, Kabir Akhtar, Dan Schalk, Catherine Haight, Giselle Murillo et Keenan Hiett
- Musique : Ludwig Göransson
- Casting : Michael V. Nicolo et Anya Colloff
- Production : Zooey Deschanel, Erin O'Malley, Luvh Rakhe, Pavun Shetty, Ryan Koh, Alex Cuthbertson, Matt Fusfeld, Berkley Johnson, Nina Pedrad, David Iserson, Josh Malmuth, Kim Rosenstock et Dana Fox ; J. J. Philbin (producteur consultant) ; Megan Mascena Gaspar, Luvh Rakhe et Rachel Axler (coproduction) ; Megan Mascena Gaspar et Ryan Janata (associée)
- Sociétés de production : Elizabeth Meriwether Pictures, American Nitwits, Chernin Entertainment et 20th Century Fox Television
- Sociétés de distribution (télévision) :

20th Century Fox Television (mondial)
Fox Broadcasting Network (États-Unis)
Citytv (Canada)
- Pays d'origine :  États-Unis
- Langue originale : anglais
- Format : couleur - 35 mm - 1,78:1 - son Dolby Digital
- Genre : comédie
- Durée : 22 minutes

 Sauf indication contraire, les informations mentionnées dans cette section peuvent être confirmées par la base de données cinématographiques IMDb,  présente dans la section « Liens externes ».

## Épisodes
| Saison | Nombre d'épisodes | Diffusion originale | Diffusion originale | Diffusion originale | Diffusion originale | Audience moyenne (en millions) | Audience moyenne (en millions) | Audience moyenne (en millions) |
| Saison | Nombre d'épisodes | Année               | Jour et heure       | Début de saison     | Fin de saison       | Première                       | Finale                         | Moyenne                        |
| ------ | ----------------- | ------------------- | ------------------- | ------------------- | ------------------- | ------------------------------ | ------------------------------ | ------------------------------ |
| 1      | 24                | 2011-2012           | Mardi 21 h          | 20 septembre 2011   | 8 mai 2012          | 10,28                          | 5,61                           | 6,5                            |
| 2      | 25                | 2012-2013           | Mardi 21 h          | 25 septembre 2012   | 14 mai 2013         | 5,35                           | 4,07                           | 4,4                            |
| 3      | 23                | 2013-2014           | Mardi 21 h          | 17 septembre 2013   | 6 mai 2014          | 5,53                           | 2,4                            | 3,3                            |
| 4      | 22                | 2014-2015           | Mardi 21 h          | 16 septembre 2014   | 5 mai 2015          | 3,04                           | 2,22                           | 2,7                            |
| 5      | 22                | 2016                | Mardi 20 h          | 5 janvier 2016      | 10 mai 2016         | 3,33                           | 2,17                           | 2,8                            |
| 6      | 22                | 2016-2017           | Mardi 20 h 30       | 20 septembre 2016   | 4 avril 2017        | 2,31                           | 2                              | 2,06                           |
| 7      | 8                 | 2018                | Mardi 20 h 30       | 10 avril 2018       | 15 mai 2018         | indéterminées                  | indéterminées                  | indéterminées                  |

### Première saison (2011-2012)
Elle a été diffusée du 20 septembre 2011 au 8 mai 2012 sur Fox, aux États-Unis.
Résumé
Jess, Winston, Nick et Schmidt apprennent à se connaitre et vivent de nombreuses péripéties aux côtés de Cece. Beaucoup d'humour autour de leur vie en communauté, lorsqu'une relation entre Cece et Schmidt s'installe, tandis que Jess, Winston et Nick vont essayer de trouver leur âme sœur.

### Deuxième saison (2012-2013)
Elle a été diffusée du 25 septembre 2012 au 14 mai 2013 sur Fox, aux États-Unis.
Résumé
Schmidt et Cece ne sont plus ensemble. À la suite de cette rupture, elle entame une procédure de mariage arrangé avec un des prétendants qu'a choisi sa mère. De son côté, Schmidt enchaîne les conquêtes sans parvenir à l'oublier.
Jess perd son travail, ce qui va tout remettre en question dans sa vie. Nick et Winston vont piétiner avec des situations très étranges. Plus tard, Schmidt commet une belle erreur, qu'il va amèrement regretter. Jess va trouver un travail en tant qu'enseignant pour adulte. Nick et Jess vont s'embrasser à plusieurs reprises.

### Troisième saison (2013-2014)
Elle a été diffusée du 17 septembre 2013 au 6 mai 2014 sur Fox, aux États-Unis.
Résumé
Jess et Nick forment désormais un couple. Lors de cette saison, ils vont apprendre à mieux se connaître et le caractère loufoque de chacun ajoute du piment dans leur vie quotidienne.
De son côté, Schmidt ne peut se résoudre à choisir entre Cece et Elizabeth et les perd toutes les deux. Désemparé, il s'installe un moment dans un autre appartement de l'immeuble.
Cece continue à fréquenter le groupe, qui voit également revenir Coach, l'ancien colocataire de Nick et Schmidt. Il s'intègre au fur et à mesure au nouveau groupe qui s'est formé durant son absence et participe activement aux actes étranges de ses cinq autres compères, sortant même un soir avec Cece.

### Quatrième saison (2014-2015)
Elle a été diffusée du 16 septembre 2014 au 5 mai 2015 sur Fox, aux États-Unis.
Résumé
La saison est principalement centrée sur les relations amicales entre Jess et Nick depuis leur rupture lors de la saison précédente et entre Schmidt et Cece depuis que cette dernière a rompu avec Buster.
Coach fait ses premiers pas en tant que professeur.
En parallèle, Ryan, un séduisant professeur remplace Jess maintenant que celle-ci occupe un statut plus élevé dans la hiérarchie (proviseur adjoint). Elle va sortir avec celui-ci.
Winston obtient son diplôme de police et commence ainsi sa formation. Sa formatrice est une femme de petite taille, Nick et Coach s'inquiète de ce fait de la formation que recevra Winston en voyant le physique de cette dernière. Nick, qui avait trouvé une copine plein aux as s’appelant Kai, se retrouve célibataire sous prétexte qu'il est trop ambitieux et travaille trop. En effet, Nick et Schmidt collaborent ensemble pour sortir de nouvelles inventions comme le joggstar.
Ryan va devoir repartir en Angleterre, ce qui compromet son couple avec Jess.

### Cinquième saison (2016)
Elle a été diffusée du 5 janvier 2016, au 10 mai 2016 sur Fox, aux États-Unis.
Résumé
Cette saison est principalement axée sur les préparatifs du mariage entre Schmidt et Cece. Jess, nommé jury pour une affaire de meurtre, doit s'absenter pendant un mois. Pour financer le mariage de Schmidt, Nick décide de sous-louer la chambre de Jess à Reagan, une commerciale, par qui il sera très attiré.

### Sixième saison (2016-2017)
Elle a été diffusée du 20 septembre 2016 au 4 avril 2017 sur Fox, aux États-Unis.
Résumé
Durant cette saison, Jess réalise qu'elle a toujours des sentiments pour Nick. Cependant, ce dernier étant en couple avec Reagan, elle choisit de ne rien lui dire. Winston et Aly vont prendre une grande décision pendant que Schmidt et Cece vivent heureux dans leur nouvelle maison.
La bande d'amis vont aussi connaître de nombreux changements dans leur carrière professionnelle.

### Septième saison (2018)
Elle a été diffusée du 10 avril, au 15 mai 2018 sur Fox, aux États-Unis.
Résumé
Cette saison se déroule 3 ans après la fin du dernier épisode de la saison 6. Nick et Jess sont ensemble et reviennent d'un voyage en Europe, Cece et Schmidt ont eu un enfant, Winston et Aly attendent un enfant. Ces nouvelles situations donneront place à de grands changements dans la vie du groupe d'amis.

## Univers de la série

### Personnages

#### Principaux
Jessica « Jess » Day
À la suite d'une déception amoureuse, Jess emménage à Los Angeles avec Winston, Nick et Schmidt dans un appartement. Ils vivent de nombreuses péripéties aux côtés de Cece, la meilleure amie de Jess.
Lors de la première saison, elle rencontre Paul Genzlinger, un jeune homme qui est un peu comme elle mais leur relation n'aboutira pas. Puis, elle rencontre Russell, qu'elle apprécie beaucoup mais le manque de passion dans leur couple ne leur permet pas de rester ensemble.
Lors de la deuxième saison, elle rencontre Sam, un médecin avec qui elle décide d'avoir une relation sans sentiments. Cependant, lors d'un jeu entre amis, elle doit embrasser Nick. Face au refus de celui-ci et aux propos qu'il lui a tenus, Jess se questionne sur ce qu'elle ressent et finit par comprendre qu'elle est attirée par Nick.
Nicholas « Nick » Miller
Nick est barman et licencié de la faculté de droit. Depuis, il n'exploite pas son potentiel pour faire autre chose de sa vie. Il aime être barman et a décidé d'écrire un livre en parallèle. Il est parfois très râleur. Lors de l'arrivée de Jess dans l'appartement, ils deviennent proches et il la soutient dès qu'il le peut.
Lors d'un jeu dans la deuxième saison, il doit embrasser Jess mais refuse de le faire, laissant comprendre à celle-ci qu'il aimerait le faire dans un autre contexte. Tout cela déclenche alors un nouveau lien entre eux et il finit par comprendre qu'il est attiré par Jess.
Winston Schmidt
Schmidt est employé dans le domaine de la publicité. Originaire de Long Island à New York, Schmidt a rencontré Nick à l'université de Syracuse alors qu'il était puceau et en surpoids. Depuis, il a perdu du poids et a beaucoup travaillé pour moderniser son image. Transformé en coureur de jupons, il est devenu un dragueur ne cherchant aucune relation sérieuse, jusqu'au jour où il rencontre Cece, la meilleure amie de Jess. Au fur et à mesure de leur relation, ils tombent amoureux l'un de l'autre mais aucun ne veut l'affirmer et chacun continue sa vie.
Lors de la deuxième saison, Schmidt enchaîne les conquêtes sans parvenir à l'oublier puis reprend contact avec son ex, Elizabeth. Ils se remettent ensemble mais Schmidt, n'acceptant pas le mariage arrangé de Cece, va tout faire pour que celui-ci soit annulé. Lorsque enfin le mariage est annulé et que Cece réalise qu'elle est amoureuse de Schmidt, elle discute avec Elizabeth et en accord, elles lui demandent de choisir l'une d'entre elles. Dans l'épisode 21 de la saison 6, Schmidt révèle son véritable prénom : Winston.
Winston Bishop
Winston est un ancien joueur de basketball compétitif et tenace. Il est aussi un ami d'enfance de Nick. Il perd son poste de meneur de jeu d'une équipe dans la ligue de basketball de Lettonie et revient aux États-Unis. Intensément compétitif, il veut toujours gagner. Il possède un drôle d'humour.
Cecilia « Cece » Parekh
Cece est la meilleure amie de Jess, elles se connaissent depuis l'enfance. Elle est mannequin. Elle apprend à connaître les colocataires de Jess et finit par entretenir une relation avec Schmidt plus ambiguë jour après jour.
Lors de la deuxième saison, Cece apprend qu'il ne lui reste plus beaucoup de temps pour avoir un enfant et décide d'entamer une procédure de mariage arrangé avec un des prétendants qu'a choisi sa mère, mais ils réalisent tous deux qu'ils ne sont pas réellement amoureux et se séparent le jour de leur mariage. Cece réalise au même moment qu'elle est toujours amoureuse de Schmidt et tente de le reconquérir, mais il vient de reprendre contact avec son ex.
Coach
Coach apparaît dans le pilote, puis est absent pendant les deux premières saisons, car il avait quitté l'appartement où il habitait avec Nick et Schmidt pour vivre avec sa petite amie. Winston a alors pris sa place. Toutefois, il réemménage dans l’appartement pendant la troisième saison, son histoire n'ayant pas fonctionné. Il sort un soir avec Cece, mais leur relation ne va pas plus loin et deviennent bons amis.

## Accueil

### Audiences

#### Aux États-Unis
L'épisode pilote a réalisé 10,28 millions de téléspectateurs lors de sa première diffusion et réalise un taux de 4,8 % sur les 18⁄49 ans, la cible prisée des annonceurs américains et reste à ce jour la deuxième meilleure audience de la série. Ensuite les épisodes diffusée durant l'automne rassemblent entre 9,3 et 6,3 millions de téléspectateurs. Puis lors de son retour début janvier 2012, la série rassemble 6,97 millions de téléspectateurs et un taux de 3,4%, avec un pic à 7,29 millions lors du onzième épisode, avant de voir les audiences décliner et rassembler entre 7 et 5 millions de fidèles avec un score plus bas 4,4 millions, lors du vingt-troisième soit la plus basse audience de la saison. La première saison a réuni en moyenne 6,5 millions de téléspectateurs.
La deuxième saison de la série, lancée le mardi 25 septembre 2012, avec deux épisodes qui réalisent un retour dans la veine des derniers épisodes de la saison précédente en réunissant respectivement 5,35 millions de téléspectateurs et un taux de 2,8 % sur les 18⁄49 ans et 5,18 millions et un taux similaire au premier. Ensuite les audiences s’érodent et descendent pour la première fois sous les 4 millions lors du douzième épisode, puis atteint sa pire audience depuis le pilote avec 3,57 millions de téléspectateurs, lors du vingt-troisième épisode.
La deuxième saison a rassemblé en moyenne 4,4 millions de téléspectateurs, soit une baisse de 2,1 millions de téléspectateurs par rapport à la première saison.
La troisième saison a réuni 5,53 millions de téléspectateurs et réalise un taux de 2,9 % sur la cible fétiche des annonceurs, soit un retour en hausse par rapport à la saison précédente. La troisième saison totalise une moyenne de 3,3 millions de téléspectateurs
La quatrième saison réalise un démarrage plus faible avec 3,04 millions de téléspectateurs et termine sa saison avec 2,22 millions de fans. La quatrième saison a réuni en moyenne 2,7 millions de téléspectateurs.
Le retour de la série début 2016 avec la cinquième saison retrouve une audience similaire légèrement à la hausse en rapport à la saison précédente en obtenant 3,33 millions de téléspectateurs lors du premier épisode.

### Réception critique
La série a reçu des critiques favorables depuis sa conception, avec de nombreux éloges sur la prestation de l'actrice, Zooey Deschanel.[réf. souhaitée]

## Distinctions

### Récompenses
- Critics' Choice Television Awards 2011 : nouvelles séries les plus attendues

- Critics' Choice Television Awards 2012 : meilleure actrice dans une série télévisée comique pour Zooey Deschanel
- Teen Choice Awards 2012 : meilleure révélation féminine internationale pour Hannah Simone

### Nominations
- Satellite Awards 2011 : meilleure actrice dans une série télévisée musicale ou comique pour Zooey Deschanel
- ADG Excellence in Production Design Award 2011 : épisode de série télévisée d'une demi-heure tournée avec une seule caméra
- Golden Globes 2011 :
  - meilleure série de télévision de comédie ou comédie musicale
  - meilleure actrice dans une série musicale ou comique pour Zooey Deschanel

- People's Choice Awards 2012 : nouvelle série télévisée préférée
- Writers Guild of America Awards 2012 : meilleure nouvelle série télévisée
- Young Artist Awards 2012 : meilleure performance dans une série télévisée (catégorie « jeune actrice dans un rôle récurrent ») pour Lauren Owens
- Critics' Choice Television Awards 2012 :
  - meilleure série télévisée comique
  - meilleur acteur dans un second rôle dans une série télévisée comique pour Max Greenfield
  - meilleur invité dans une série télévisée comique pour Justin Long
- Teen Choice Awards 2012 :
  - meilleure comédie
  - meilleure actrice dans une comédie pour Zooey Deschanel
  - révélation série
  - meilleure révélation masculine internationale pour Jake Johnson
  - meilleure révélation masculine internationale pour Lamorne Morris
  - scène voleur masculin pour Max Greenfield
- Television Critics Association Awards 2012 : meilleure nouvelle série
- Primetime Emmy Awards 2012 :
  - meilleure actrice dans une série télévisée comique pour Zooey Deschanel
  - meilleur acteur dans un second rôle dans une série télévisée comique pour Max Greenfield
  - meilleure réalisation pour une série télévisée comique pour Jake Kasdan (épisode Pilot)
  - meilleur casting pour une série comique
  - meilleur design du générique

- People's Choice Awards 2013 :
  - série télévisée comique préférée
  - actrice préférée dans une série télévisée comique pour Zoey Deschanel
- Golden Globes 2013 :
  - meilleure actrice dans une série musicale ou comique pour Zooey Deschanel
  - meilleur acteur dans un second rôle dans une série, une mini-série ou un téléfilm pour Max Greenfield
- Critics' Choice Television Awards 2013 :
  - meilleure série télévisée comique
  - meilleure actrice dans une série télévisée comique pour Zooey Deschanel
  - meilleur acteur dans une série télévisée comique pour Jake Johnson
  - meilleur acteur dans un second rôle dans une série télévisée comique pour Max Greenfield
- Television Critics Association Awards 2013 :
  - meilleure série comique
  - meilleure interprétation dans une série comique pour Jake Johnson
- National Television Awards 2013 : meilleure situation dans une série comique
- Satellite Awards 2013 :
  - meilleure actrice dans une série télévisée musicale ou comique pour Zooey Deschanel
  - meilleur acteur dans une série télévisée musicale ou comique pour Jake Johnson

- People's Choice Awards 2014 : actrice préférée dans une série télévisée comique pour Zooey Deschanel
- Golden Globes 2014 : meilleure actrice dans une série musicale ou comique pour Zooey Deschanel
- Teen Choice Awards 2014 : meilleure comédie

- People's Choice Awards 2017 : série comique préférée

## Commentaires
Dans le cadre de la promotion de la série, le pilote de la série a été mis en téléchargement sur iTunes et aussi disponible sur le site officiel de la chaîne.
L'actrice principale, Zooey Deschanel, est la sœur d'Emily Deschanel (l'actrice principale de la série Bones qui est également diffusée sur la même chaîne). Zooey Deschanel a d'ailleurs participé à un épisode de la cinquième saison de Bones en y interprétant la cousine de Temperance Brennan, le personnage d'Emily Deschanel.
D'après le magazine Forbes, Zooey Deschanel a été la 8e actrice de télévision la mieux payée pour la saison 2011-2012 avec un salaire de 9 millions de dollars américains. Un salaire remarquable pour New Girl. Cependant, il réunit également ses contrats avec Pantene et Apple.